# Kenora—Rainy River (circonscription provinciale)
Circonscription électorale provinciale du Canada
Kenora—Rainy River est une circonscription provinciale de l'Ontario représentée à l'Assemblée législative de l'Ontario depuis 1999.
Peu avant les élections de 2018, la Commission de délimitation des circonscriptions électorales du Grand Nord propose la scission de la circonscription de Kenora—Rainy River pour que celle-ci demeure représentative de la portion sud plus urbanisée. La partie nord, majoritairement peuplée par des membres de Premières Nations, deviendrait la circonscription de Kiiwetinoong. En 2007, l'adoption de la Representation Statute Law Amendment Act, 2017 permet la création des circonscriptions de Kiiwetinoong et de Mushkegowuk—Baie James.

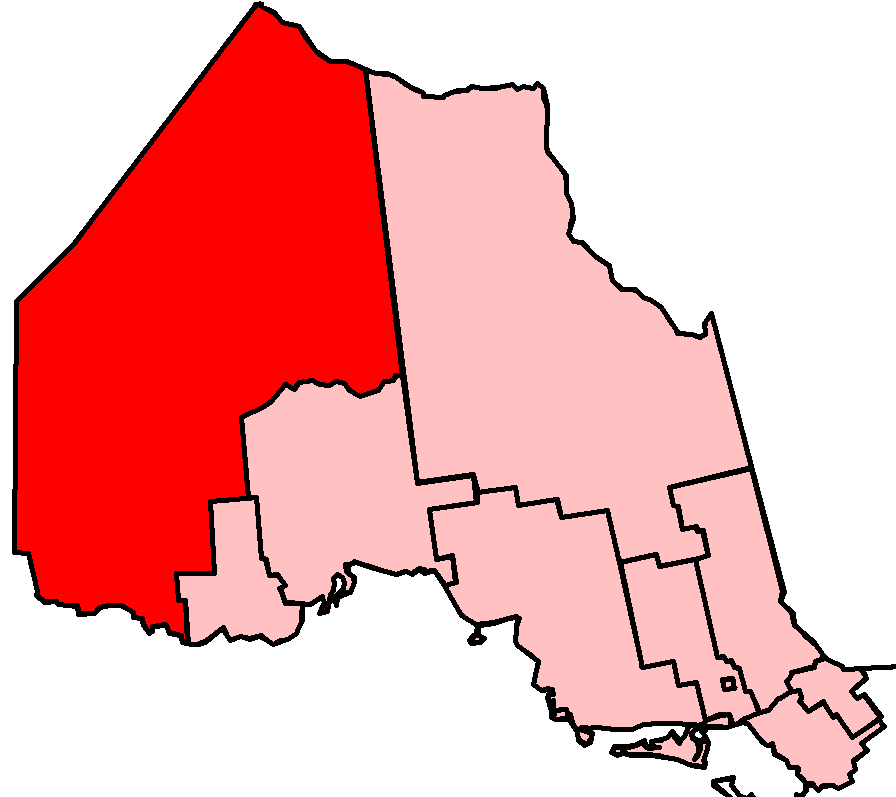
Kenora—Rainy River (1999-2018)

## Géographie
La circonscription comprend:
- Le trois quarts de la partie occidentale du District de Kenora
- Le trois quarts de la partie occidentale du District de Rainy River
- Le coin nord-ouest du District de Thunder Bay

## Historique
| Législature                                                  | Années        | Député         | Député         | Parti                      |
| ------------------------------------------------------------ | ------------- | -------------- | -------------- | -------------------------- |
| Circonscription issue de Kenora, Rainy River et Lake Nipigon |               |                |                |                            |
| 37e                                                          | 1999–2003     |                | Howard Hampton | Nouveau Parti démocratique |
| 38e                                                          | 2003–2011     |                | Howard Hampton | Nouveau Parti démocratique |
| 39e                                                          | 2007–2011     |                | Howard Hampton | Nouveau Parti démocratique |
| 40e                                                          | 2011–2014     | Sarah Campbell |                | Nouveau Parti démocratique |
| 41e                                                          | 2014–présent  | Sarah Campbell |                | Nouveau Parti démocratique |
| 42e                                                          | 2018-2022     |                | Greg Rickford  | Progressiste-conservateur  |
| 43e                                                          | 2022-2025     |                | Greg Rickford  | Progressiste-conservateur  |
| 44e                                                          | 2025-en cours |                | Greg Rickford  | Progressiste-conservateur  |

## Circonscription fédérale
Depuis les élections provinciales ontariennes du 4 octobre 2007, l'ensemble des circonscriptions provinciales et des circonscriptions fédérales sont identiques. Toutefois, la circonscription de Kenora—Rainy River fait exception de sorte à préserver une représentation du nord de l'Ontario à l'assemblée législative provinciale.